# Klewenalp

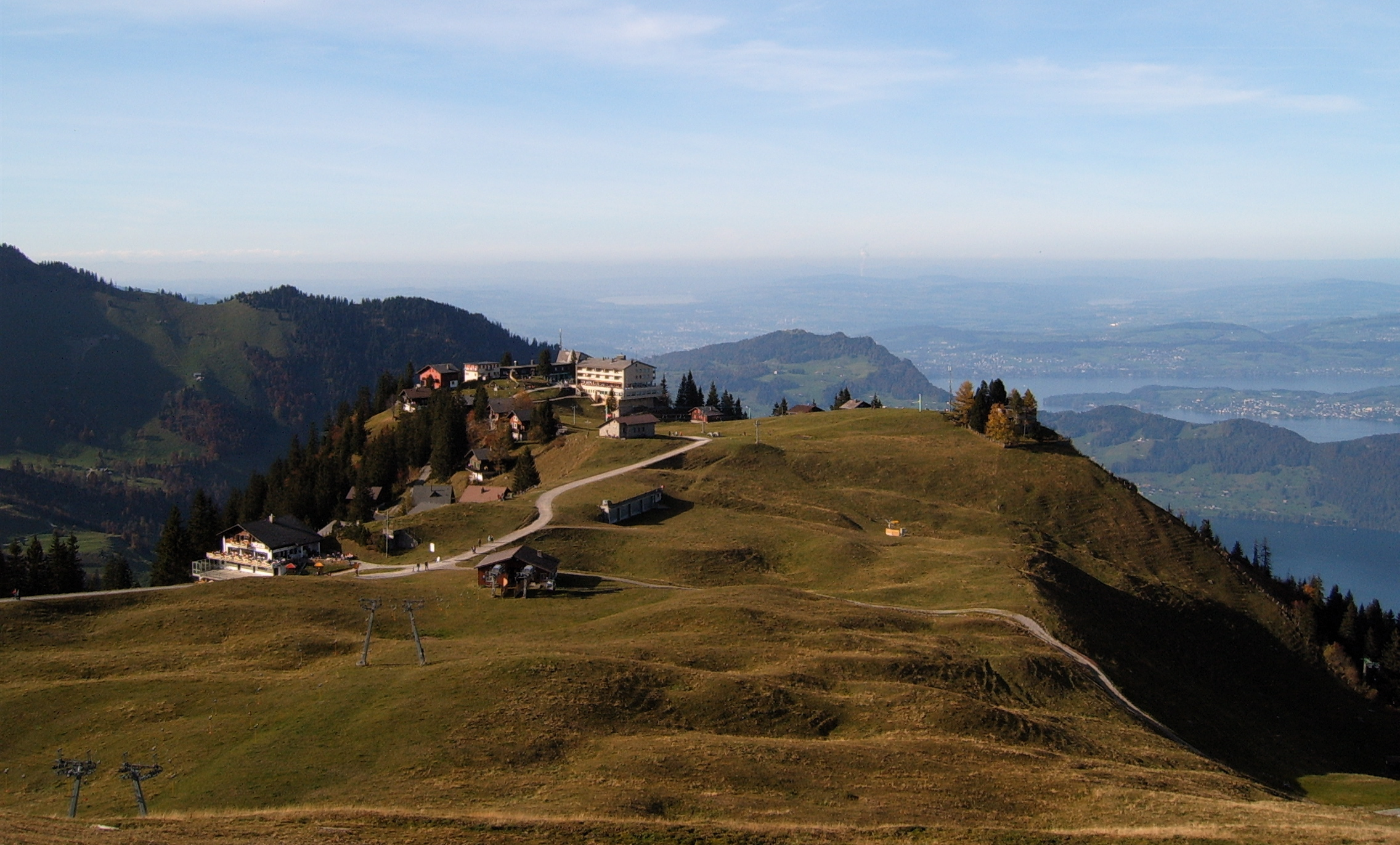
Die Klewenalp im Herbst

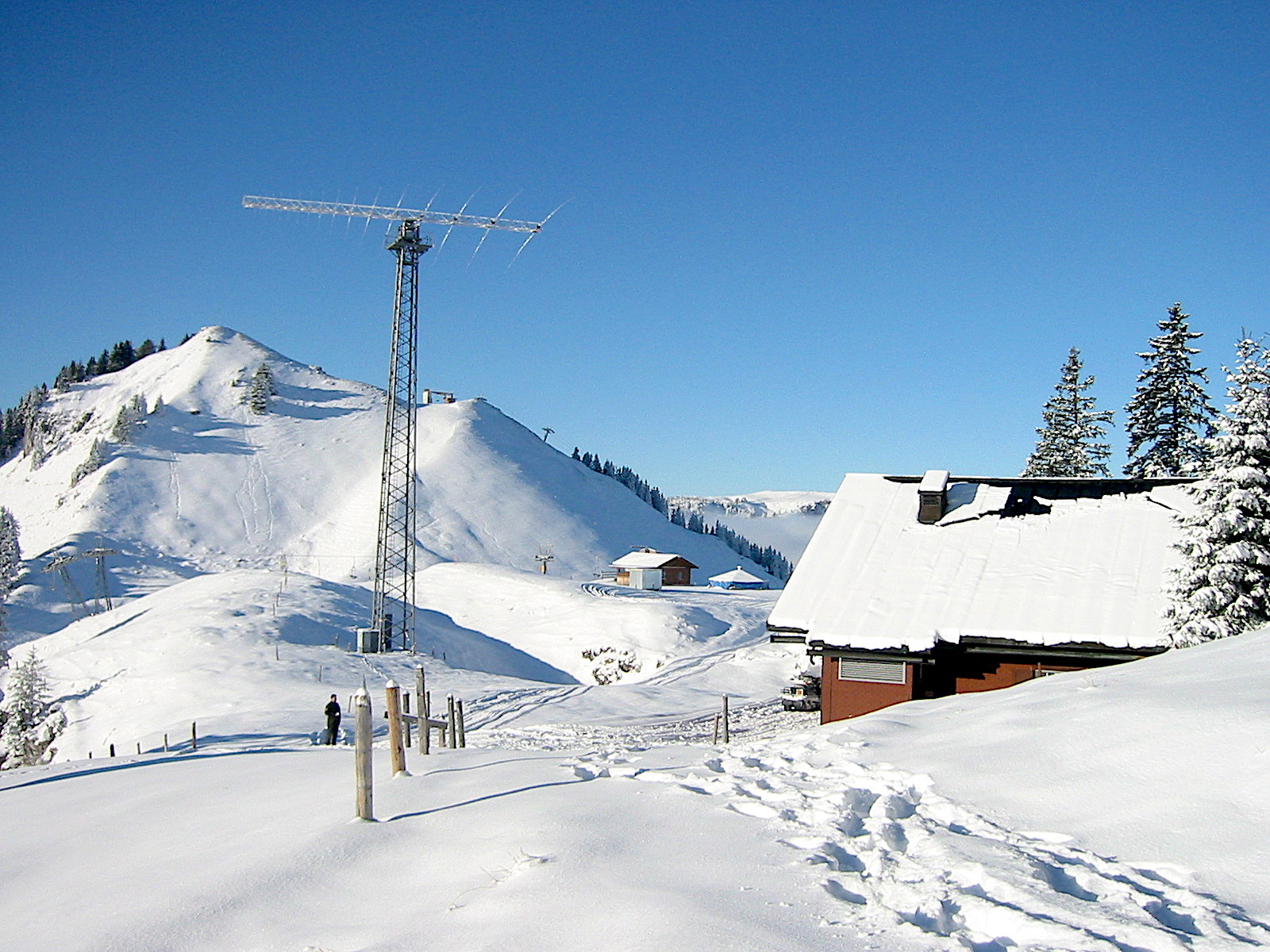
Die Klewenalp im Winter mit der logarithmisch-periodischen Antenne für den Schweizer Botschaftsfunk

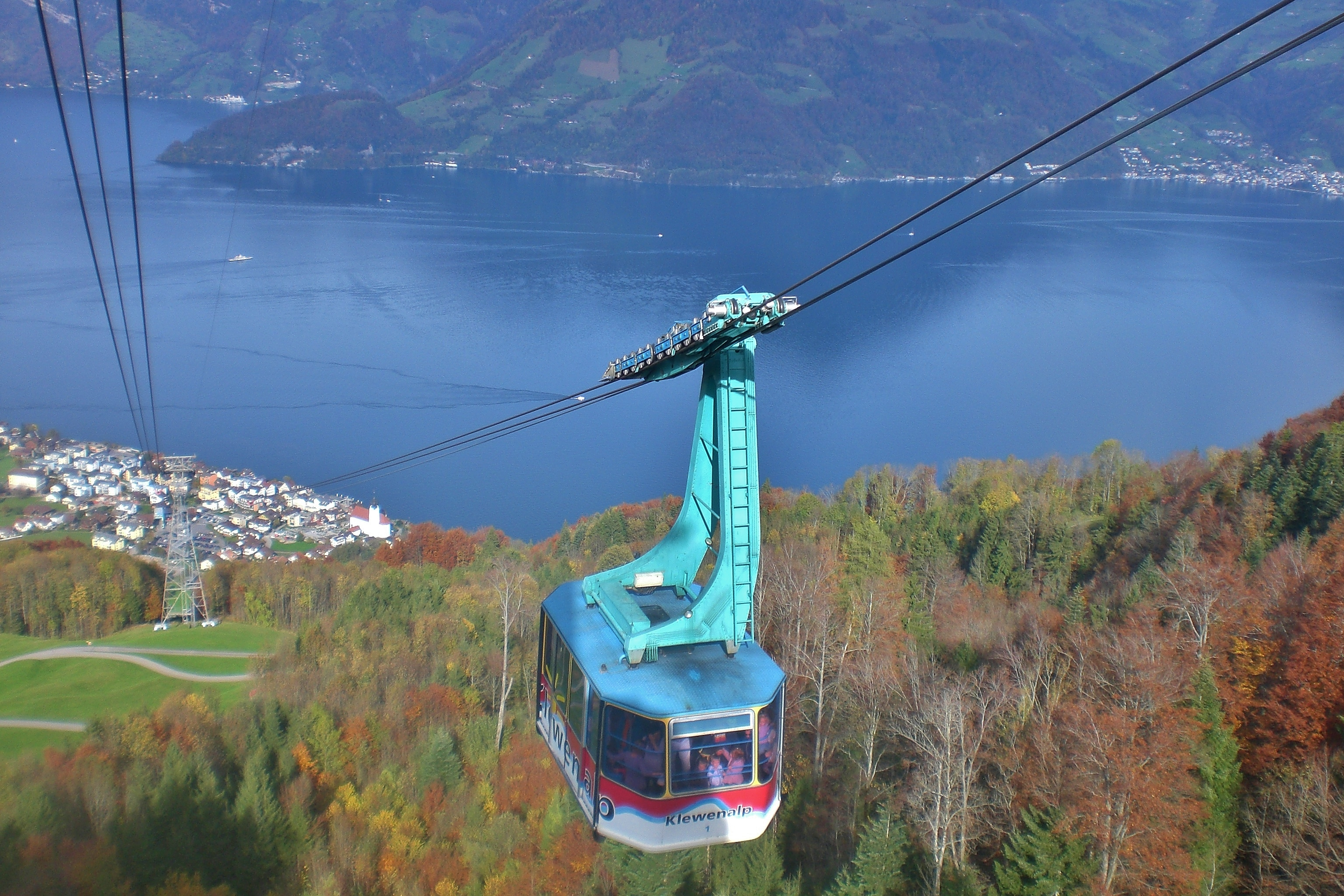
Luftseilbahn mit Blick auf Beckenried & Vierwaldstättersee

Die Klewenalp ist ein Wander- bzw. Wintersportgebiet ob Beckenried im Kanton Nidwalden. Die Klewenalp liegt auf 1593 m ü. M. beim Vierwaldstättersee.

## Erreichbarkeit
Das Gebiet verfügt über eine Verkehrsanbindung an den Motorfahrzeugverkehr und ist von Luzern aus in 15 Minuten auf der Autobahn A2 zu erreichen. Die Klewenalp ist von Beckenried mit einer Seilbahn, die 80 Personen fasst, oder von Emmetten-Stockhütte erreichbar. Vier Anlagen werden auch im Sommer betrieben.

## Tourismus
Im Winter beherbergt die Klewenalp mit Emmetten-Stockhütte ein Skigebiet mit 13 Anlagen und zwei Talabfahrten nach Beckenried oder Emmetten. Die Gondelbahn zwischen Emmetten und Stockhütte ist am 22. Dezember 2007 eröffnet worden. In einer Startphase konnten damit 800 Personen pro Stunde transportiert werden.  Das Skigebiet reicht bis auf ca. 2000 m hinauf (Bergstation Sessellift Chälen).
Die Seilbahn ist auch in der Sommersaison in Betrieb.
Im Sommer bietet die Klewenalp verschiedene Wandermöglichkeiten an. Leicht erreichbar sind die Bergstation von Emmetten-Stockhütte, das Brisenhaus und die Musenalp bei Niederrickenbach. Länger und anspruchsvoller ist die Wanderung auf den Brisen.

## Funktechnik
Auf der Klewenalp befand sich ein Reduitsender und ein Kurzwellensender für den Schweizer Botschaftsfunk.